# Werner Albl
Werner Albl (* 11. September 1965 in Idar-Oberstein) ist ein Generalmajor des Heeres der Bundeswehr. Er ist der Deputy Director and Chief of Staff of the Military Planning and Conduct Capability (MPCC) im Militärstab der Europäischen Union.

## Militärische Laufbahn

### Ausbildung und erste Verwendungen
Werner Albl trat 1984 beim Nachschubbataillon 310 als Wehrpflichtiger in die Bundeswehr ein und wurde im Anschluss in Gießen zum Reserveoffizieranwärter ausgebildet. 1986 verließ er die Bundeswehr, wurde 1987 aber im Nachschubbataillon 5 in Wetzlar wieder als Offizieranwärter eingestellt. 1988 begann er ein Studium der Betriebswirtschaftslehre an der Universität der Bundeswehr in München und wurde 1992 Zugführer in der 5. Kompanie des Nachschubbataillons 2 in Kassel. Während dieser Zeit nahm er als Zugführer im Deutschen Unterstützungsverband Somalia im Rahmen der UNOSOM II-Blauhelmmission in Beledweyne in Somalia teil. Von 1994 bis 1996 war er als Kompaniechef der 6. Kompanie des Gebirgstransportbataillons 83 in Kümmersbruck eingesetzt, bevor er drei Jahre lang als Logistikoffizier im Stab des Eurokorps in Straßburg eingesetzt wurde. Von 1999 bis 2001 war Albl Teilnehmer des 42. Generalstabslehrgangs des Heeres an der Führungsakademie der Bundeswehr in Hamburg.

### Dienst als Stabsoffizier
Nach dem Abschluss des Lehrgangs wurde er als Stabsoffizier beim Stabsabteilungsleiter II im Führungsstab der Streitkräftebasis und beim Stabsabteilungsleiter IV im Führungsstab der Streitkräfte im Bundesministerium der Verteidigung in Bonn verwendet. Von 2003 bis 2007 war er bereits in der Deutsch-französischen Brigade eingesetzt. Zunächst als G4-Stabsoffizier im Stab der Brigade in Müllheim, danach als Kommandeur des D/F-Versorgungsbataillons am selben Standort. Zeitgleich wurde er 2004 zudem als stellvertretender Chef des Stabes der multinationalen Brigade in Kabul im Rahmen des ISAF-Einsatzes eingesetzt. 2007 ging er erneut auf die „Hardthöhe“, wo er bis 2008 als Referent Heeresentwicklung im Führungsstab des Heeres eingesetzt war. Von 2008 bis 2009 hatte Albl den Dienstposten des Presseoffizier des Inspekteurs des Heeres inne und übernahm im Anschluss den Posten als Adjutant des Inspekteurs des Heeres von 2009 bis 2010. Nach einer Auslandsverwendung von 2010 bis 2012 als Leiter des Heeresverbindungsstabes am U.S. Army Combined Arms Center in Fort Leavenworth in Kansas wurde er 2012 Referatsleiter Militärpolitik und Einsatz für die Bereiche Maghreb und Naher Osten im Bundesministerium der Verteidigung in Berlin. Von 2014 bis 2015 nahm er an einem Lehrgang am Centre des hautes études militaires/ Institut des hautes études de défense nationale in Paris teil.

### Dienst als General
Im Juli 2015 übernahm er das Kommando über die Deutsch-Französische Brigade in Müllheim und wurde zum Brigadegeneral befördert. Vom 18. Dezember 2015 bis Anfang Juli 2016 führte er gleichzeitig als Missionskommandeur die European Training Mission (EUTM) in Mali. Am 12. Juli 2017 übergab er das Kommando der Deutsch-Französischen Brigade turnusgemäß an den französischen Général de brigade Bertrand Boyard. Nach seiner Vorbereitung auf seine Verwendung als Militärattaché an der deutschen Botschaft in Paris wurde er im August 2017 Verteidigungsattaché im Militärattachéstab in Paris. Diesen Dienstposten übergab er im September 2020 an Brigadegeneral Gerhard Klaffus. Nach Vorbereitung auf seine nächste Verwendung wurde Albl, am 1. Oktober 2020 als Nachfolger von Generalmajor Gert-Johannes Hagemann, stellvertretender Kommandeur des Headquarters NATO Rapid Reaction Corps in Lille / Frankreich. Damit verbunden war die Beförderung zum Generalmajor. Seit dem 31. August 2022 ist Albl Deputy Director and Chief of Staff of the Military Planning and Conduct Capability (MPCC).

### Auslandseinsätze
- 1993–1994: Einsatz als Zugführer im Deutschen Unterstützungsverband SOMALIA (UNSOM II), Belet Huen
- 2004: Einsatz als stellvertretender Chef des Stabes der Multinationalen Brigade (KMNB / ISAF), Kabul
- 2015–2016: Einsatz als Mission Commander EUTM Mali, Bamako

### Auszeichnungen
- Ehrenkreuz der Bundeswehr in Gold
- Ehrenkreuz der Bundeswehr in Silber
- Einsatzmedaille der Bundeswehr in Bronze UNOSOM II
- Einsatzmedaille der Bundeswehr in Bronze ISAF
- Einsatzmedaille der Bundeswehr in Bronze EUTM
- UN-Medaille Somalia
- NATO Medal ISAF
- NATO Meritorious Service Medal
- Médaille de la Défense nationale in Gold
- Médaille commemorative Afghanistan
- U.S. Army Meritorious Service Medal
- Commandeur de l’ordre national du Mali
- Ritter der Ehrenlegion[8]

## Privates
Albl ist verheiratet und hat zwei Söhne.